# نهر تشوكتوهاتشي
نهر تشوكتوهاتشي نهر في جنوب الولايات المتحدة، يتدفق عبر جنوب شرق ألاباما وبانهاندل بفلوريدا قبل أن يصب في خليج تشوكتاوهاتشي في مقاطعتي أوكالوسا والتون. يستنزف النهر والخليج ومستجمعات المياه المجاورة لهما مجتمعة 5,350 ميل مربع (13,900 كـم2).